# Illovo Sugar
Illovo Sugar es el mayor productor de azúcar de África. La compañía, con sede en Mount Edgecombe, al norte de Durban, en Sudáfrica, produce azúcar crudo y refinado para consumo local de África, de la Unión Europea, de Estados Unidos y los mercados mundiales a partir de sus propias actividades agrícolas y cultivadores independientes que suministran caña a las factorías de Illovo.
Illovo es una filial de Associated British Foods, un grupo empresarial británico del sector alimenticio a nivel mundial, que posee el 51% de las acciones, adquiridas por más de 400 millones de libras en 2006.
Illovo emplea más de 12.000 trabajadores fijos y otros 18.000 temporales. Su filial Zambia Sugar cotiza en la Bolsa de Lusaka (Lusaka Stock Exchange) con las siglas ZSUG. Asimismo, Su filial de Malawi, Illovo Sugar Malawi cotiza en la Bolsa de Malawi con las siglas ILLOVO.

## Filiales
- Illovo Sugar South Africa, con sede en Durban, Sudáfrica
- Illovo Sugar Malawi con sede en Limbe, Malawi
- Kilombero Sugar, en Tanzania
- Maragra Açúcar, con sede en Maputo, Mozambique
- Ubombo Sugar, of Swaziland
- Zambia Sugar con sede en Mazabuka, Zambia